# 陳性學
陳性學（1546年—1613年），字所養，號還冲，浙江紹興府諸暨縣人，明朝政治人物。

## 生平
萬曆四年（1576年）丙子科浙江鄉試第十五名，萬曆五年（1577年）丁丑科會試第七十七名，登三甲第十三名進士。授行人，十年六月官貴州道監察御史，巡按宣大。十二年八月升廣東佥事，十五年七月升本省右參議，十七年四月升貴州副使，二十一年正月升湖廣右參政，二十三年五月陞福建按察使，二十七年閏四月升本省右布政使，晋廣東左布政使。丁憂歸。妹妹陈采割股救父，父亡，躄踊号恸数日亦卒。三年服闋，萬曆三十四年四月赴京，上表请求旌表，五月起補山西左布政使、备兵榆林东路。調陕西，三十八年正月以陕西巡抚于若瀛劾奏，以不謹冠带闲住。

## 著作
有《边防筹略》、《西台疏草》和《紫英山堂藏稿》等。
有藏书楼“七樟庵”，号称“越中藏书之冠”。

## 家族
高祖陳翰英，南雄府同知；曾祖陳元功，王府典膳；祖父陳袞，監生；族祖父陳賞（陳元功兄長陳元魁之子），正德十六年進士；父陳鶴鳴，京衛經歷。母樓氏；繼母馬氏。具庆下。弟文學，弟弟陳善學，萬曆壬子舉人、廣德州知州。
有子陈于朝、孫陳洪綬。